# Zrin
Zrin är en ort i Kroatien. Orten ligger i Dvors kommun i Sisak-Moslavinas län, nära gränsen till Bosnien och Hercegovina. I Kroatien är orten främst ihågkommen för att ha varit säte för den under medeltiden inflytelserika kroatiska adelsfamiljen Zrinski.

## Historia
Under medeltiden var staden säte för adelsfamiljen Šubić. En sidogren av släkten antog senare släktnamnet Zrinski som betyder av (från) Zrin. 1577 lyckades osmanerna inta staden och när de i slutet av 1600-talet drog sig tillbaka förstörde de den.
Efter andra världskrigets slut fördrevs den lokala kroatiska befolkningen av jugoslaviska partisaner. Innan kriget hade Zrin 650 invånare varav femtiotalet dödades i samband med den etniska rensningen. Idag har Zrin ett dussin invånare.
I samband med det kroatiska självständighetskriget inlemmades orten i den av de serbiska rebellerna självutnämnda serbiska republiken Krajina. I samband med operation Storm 1995 återtog de kroatiska myndigheterna kontrollen över byn och dess omgivningar.

## Arkitektur
Zrinborgen uppfördes ursprungligen av familjen Babonić under 1300-talet. 1347 överlät de borgen till grevarna av Bribir, släkten Šubić. Idag finns bara ruinerna kvar av borgen som står på en höjd i byn.